# Lucina Hagman
Lucina Hagman (5 de junio de 1853, Kälviä– 6 de septiembre de 1946) era un feminista finlandesa, primera primera ministra del mundo elegida en 1907 en las elecciones parlamentarias finlandesas.

## Biografía
Hagman era la hija de maestro policial Nils Johan Erik Hagman y Margareta Sofia Nordman, un jefe policial en rural Kälviä. 
Hermana  de la educadora Sofia Hagman y el escritor Tycho Hagman. Se convirtió en profesora  y Jean Sibelius podría ser el más famoso que estudió en su escuela. Activa en las luchas de las mujeres sirviendo en el Parlamento de 1907 a 1917. 
De 200 MPs elegidos en 1907 19 eran mujeres. Las mujeres fueron Hagman, Miina Sillanpää, Anni Huotari, Hilja Pärssinen, Hedvig Gebhard, Ida Aalle, Mimmi Kanervo, Eveliina Ala-Kulju, Hilda Käkikoski, Liisi Kivioja, Sandra Lehtinen, Dagmar Neovius, Maria Raunio, Alexandra Gripenberg, Iida Vemmelpuu, Maria Laine, Jenny Nuotio y Hilma Räsänen.
Hagman también fundó la organización Martha, y fue la primera delegado de la Unioni, La Liga de Feministas finlandesas, aparte de ser activa en el movimiento de paz. También escribió la biografía de Fredrika Bremer.